# Dichlorodiphényldichloroéthane
Pour les articles homonymes, voir DDD.
Le dichlorodiphényldichloroéthane (DDD) est un insecticide organochloré très proche du DDT en termes de structure chimique et de mode d'action, c'est aussi un des métabolites du DDT. Sa formule brute est C14H10Cl4.

## Propriétés physico-chimiques
C'est un solide se présentant sous forme de cristaux incolores, instable lorsqu'il est chauffé.

## Effets
C'est un produit irritant la peau. Il peut traverser le placenta et a été retrouvé dans le lait maternel. Des études chez l'humain et l'animal ont suggéré une augmentation de l'incidence d'effets carcinogènes.

## Règlementation
Son usage a été interdit dans de nombreux pays, dont les États-Unis et la Suisse, mais la population reste exposée à cause de sa persistance dans l'environnement.